# Nupserha dubia
Nupserha dubia är en skalbaggsart som beskrevs av Charles Joseph Gahan 1884. Nupserha dubia ingår i släktet Nupserha och familjen långhorningar.
Artens utbredningsområde är:
- Myanmar.
- Nepal.
- Pakistan.

Inga underarter finns listade i Catalogue of Life.